# 金澤薫
金澤 薫（かなざわ かおる、1945年（昭和20年）1月23日 - ）は、日本の総務官僚。元総務事務次官。

## 略歴
- 1963年（昭和38年）3月：大阪府立茨木高等学校卒業
- 1967年（昭和42年）3月：京都大学法学部卒業
- 1967年（昭和42年）4月：郵政省入省
- 1971年　八日市郵便局長
- 1972年　中国郵政局郵務部施設課長
- 1973年　電波監理局放送部企画課課長補佐
- 1977年　電波監理局総務課課長補佐
- 1978年　北海道郵政局人事部長
- 1980年　電気通信政策局総務課企画官
- 郵政省電気通信政策局未来型コミュニケーションモデル都市構想推進室長
- 郵政省電気通信局電波部航空海上課長
- 郵政大臣官房審議官
- 郵政大臣官房人事部長
- 郵政省簡易保険局長
- 郵政省通信政策局長
- 郵政省放送行政局長
- 2001年（平成13年）
  - 1月6日：総務省総合通信基盤局長
  - 7月6日：総務審議官（国際担当）
- 2002年（平成14年）1月8日：総務事務次官
- 2003年（平成15年）
  - 1月17日：退官
  - 1月25日：財団法人日本データ通信協会理事長
  - 1月：財団法人日本ITU協会理事長
  - 4月：財団法人郵便貯金振興会理事長
- 2004年（平成16年）4月：財団法人国際通信経済研究所理事長
- 2005年（平成17年）7月
  - NTT株式会社顧問
  - 財団法人海外通信・放送コンサルティング協力理事長
- 2007年（平成19年）6月：日本電信電話株式会社代表取締役副社長
- 2015年（平成27年）4月：瑞宝重光章受章

## その他役職
- 財団法人放送文化基金評議員
- 特定非営利活動法人NPO情報セキュリティフォーラム理事